# Sinan
|  | Pel cap ismaïlita Sinan conegut també com el Vell de la Muntanya, vegeu Rashid al-Din Sinan |

Koca Mi‘mār Sinān Āġā (turc otomà: قوجو معمار سنان آغا) (Kayseri, 15 d'abril, 1489 - Constantinoble, 17 de juliol, 1588) fou el principal arquitecte i enginyer civil otomà dels soldans Solimà I, Selim II i Murad III. Fou, durant un període de cinquanta anys, el responsable de la construcció o de la supervisió de les principals construccions de l'Imperi Otomà d'aquella època. Actualment, se li atribueixen més de 300 construccions, a part d'altres projectes més modestos, com les escoles d'Alcorà (sibyan mektebs).
La seva obra mestra és la mesquita Selimiye a Edirne, encara que el seu treball més conegut és la mesquita de Solimà d'Istanbul. Tenia a les seves ordres un extens departament governamental i formà a molts ajudants que més endavant es van distingir, com l'arquitecte de la mesquita blava, Sedefkar Mehmet Ağa. És considerat el millor arquitecte del període clàssic de l'arquitectura otomana i sovint, se'l compara amb Michelangelo, el seu contemporani a Occident. La categoria de Miquel Àngel i els seus plans per la Basílica de Sant Pere de Roma es coneixien bé a Istanbul, perquè el soldà Baiazet II li havia encarregat (juntament amb Leonardo da Vinci) un pont sobre el Corn d'Or el 1502.

## Orígens
Se'n sap poc dels seus orígens. Hi ha tres registres molt breus a la biblioteca del Palau de Topkapı, que va dictar en Sinan al seu amic Mustafa Sâi. (Text anònim; Obres mestres de l'Arquitectura; Llibre d'Arquitectura). En aquests manuscrits, Sinan explica alguns detalls de la seva joventut i carrera militar. Va néixer el 1489, d'origen armeni, grec, albanès o turc cristià en un poble anomenat Ağırnas (avui en dia Mimarsinanköy) a prop de la ciutat de Kayseri.
El 1512, el van reclutar a l'exèrcit otomà pel sistema Devşirme. Va anar a Istanbul com a Genísser i es va convertir a l'Islam. Com que ja tenia més de vint-i-un anys, no el van admetre al Col·legi Imperial Enderun del Palau de Topkapı i en van enviar a una escola auxiliar. Possiblement, allà li van donar el nom islàmic Sinan. Al principi va aprendre l'ofici de fuster i matemàtiques, però gràcies a les seves qualitats intel·lectuals i ambició, aviat feia d'ajudant dels arquitectes principals i va rebre instrucció com a arquitecte.
Al cap de tres anys era arquitecte i enginyer. Durant aquest temps, també va rebre instrucció com a cadet (acemioğlan) durant més de sis anys per a ser admès a la germandat dels Geníssers. Possiblement va anar amb Selim I en la seva última campanya militar, Rodes segons algunes fonts, però a la mort del soldà, aquest projecte es va acabar. Al cap de dos anys, va veure la conquesta de Belgrad. Era a la cavalleria a la batalla de Mohács contra els hongaresos, dirigit pel nou soldà Solimà I el Magnífic. Va ascendir a capità de la Guàrdia Reial i se li va donar el comandament del Cos de Cadets d'Infanteria. Més endavant va ser destinat a Àustria, on va dirigir el 62è Orta del Cos de Fusellers. Va convertir-se en un mestre arquer, mentre que al mateix temps, com a arquitecte, aprenia els punts dèbils de les estructures quan les atacava amb canons. El 1535 va participar en la campanya de Bagdad com a oficial de la Guàrdia Reial. El 1537 va anar a una expedició a Corfú i Apúlia i finalment a Moldàvia.
Durant totes aquestes campanyes va demostrar que era un enginyer i arquitecte competent. Quan l'exèrcit otomà va capturar el Caire, Sinan va ascendir a arquitecte en cap i se li va permetre d'enderrocar els edificis de la ciutat capturada que no seguissin el pla de la ciutat. Durant la campanya oriental, va ajudar en la construcció de defenses i ponts, com un punt a través del Danubi. Va convertir esglésies en mesquites. Durant la campanya de Pèrsia de 1535 va construir vaixells perquè l'exèrcit i l'artilleria poguessin travessar el llac Van. Per aquest fet, se li va donar el títol de Haseki'i, de la guàrdia personal del Soldà, un rang equivalent a l'Ağa dels geníssers
Quan Çelebi Lütfi Pasha va arribar a Gran Visir el 1539, va nomenar Sinan, que ja havia servit a les seves ordres, Arquitecte d'Istanbul. Aquest va ser l'inici d'una carrera notable. Estava encarregat de supervisar les construccions i el transport de material dins de l'Imperi Otomà. També era responsable del disseny i la construcció d'obres públiques, com carreteres, conduccions d'aigua i ponts. Al llarg dels anys, va convertir el seu càrrec en Arquitecte Imperial, amb un departament governamental totalment organitzat, amb més poder que el ministre que el supervisava. Va convertir-se en el cap de tot un grup d'Arquitectes de la Cort, formant un equip d'ajudants i alumnes.

## Obra
La seva formació com a enginyer militar va fer que el seu plantejament respecte a l'arquitectura fos més empíric que no pas teòric, però es pot dir el mateix dels grans arquitectes del Renaixement a Occident com Brunelleschi i Michelangelo.
El desenvolupament i les etapes madures de la carrera de Sinan es poden il·lustrar amb tres obres importants. Les dues primeres són a Istanbul: la Mesquita Sehzade, que ell defineix com una obra del seu període d'aprenentatge, i la Mesquita de Solimà, que és l'obra més important de la seva etapa de qualificació. La mesquita de Selimiye a Edirne és el producte de la seva etapa de mestre. La Mesquita Sehzade és la primera de les grans mesquites creades per Sinan. La Mesquita del Sultà Mihrimah, també coneguda com la mesquita d'Üsküdar Quay, es va acabar el mateix any i té un disseny original, amb una cúpula principal suportada per tres mitges cúpules. El complex de la Mesquita de Solimà el va acabar a l'edat de 70 anys. Aquest edifici, situat en un dels turons d'Istanbul davant del Corn d'Or, i construït amb el nom de Solimà el Magnífic, és un dels monuments simbòlics de l'època. El diàmetre de la cúpula, que supera els 31 metres de la mesquita de Selimiye que Sinan va completar quan tenia 80 anys, és l'exemple més notable del nivell assolit per Sinan. Mimar Sinan va arribar al seu cim artístic amb el disseny, l'arquitectura, la decoració de rajoles, i el treball en pedra, mostrat a Selimiye.
Un altre camp arquitectònic en el qual Sinan va produir dissenys únics va ser el dels mausoleus. El Mausoleu de Sehzade Mehmed destaca per les seves decoracions exteriors i la seva cúpula. El mausoleu de Rustem Passa és una estructura molt atractiva amb un estil clàssic. El mausoleu de Solimà el Magnífic és un experiment interessant, amb un cos octogonal i una cúpula plana. El mausoleu de Selim II té una planta quadrada i és un dels millors exemples de mausoleu de l'arquitectura turca. El mateix mausoleu de Sinan, que es troba a la part nord-est del complex de Solimà, en canvi, és una estructura molt simple.
Als ponts que va construir, Sinan va combinar amb mestria l'art i el funcionalisme. El més gran dels que va fer és el Pont Büyükçekmece, que té una llargada de gairebé 635 metres. Altres exemples importants són el Pont Ailivri, el Pont Vell de Svilengrad a Maritsa, el Pont Lüleburgaz (Sokullu Mehmet Pasha) sobre el riu Lüleburgaz, el pont Sinanlı sobre el riu Ergene i el pont de Drina, que va donar el seu nom a la famosa novel·la de l'autor iugoslau Ivo Andrić
Mentre Sinan va estar mantenint i millorant el sistema d'abastament d'aigua d'Istanbul, va construir aqüeductes en diversos llocs dins de la ciutat. L'Arc Mağlova sobre el riu Alibey, que té una llargada de 257 metres i una alçada de 35 metres, té dos nivells d'arcs, i és un dels millors exemples d'aquesta tipologia.
A l'inici de la carrera de Sinan, l'arquitectura otomana era sobretot pragmàtica. Els edificis eren repeticions d'altres d'anteriors i es basaven en plantes rudimentàries. Eren més un conjunt de pegats que una concepció única. Un arquitecte podia fer un esbós d'un nou edifici, i qualsevol ajudant o capatàs sabien què fer, perquè s'evitaven les idees originals. A més, els arquitectes feien servir un marge de seguretat exagerat als seus dissenys, cosa que suposava un malbaratament de material i treball. Sinan ho va canviar gradualment. Va transformar les pràctiques arquitectòniques establertes, eixamplant i transformant les tradicions, afegint-hi innovacions, intentant acostar-se a la perfecció.

### Primers anys (fins a mitjans dels 1550): període d'aprenentatge
Durant aquests anys va continuar la forma tradicional de l'arquitectura otomana; però gradualment va començar a explorar d'altres possibilitats, perquè, durant la seva carrera militar, havia tingut l'oportunitat d'estudiar els monuments arquitectònics de les ciutats conquerides a Europa i Orient Mitjà.
El seu primer intent de construir un monument important va ser la mesquita de Hüsrev Pasha i la seva doble madrassa a Alep, Síria. Va ser construïda l'hivern de 1536 a 1537 entre dues campanyes militars per al seu comandant en cap i el governador d'Alep. Es va construir amb pressa, cosa que es veu en la tosquedat d'execució i la decoració primitiva.

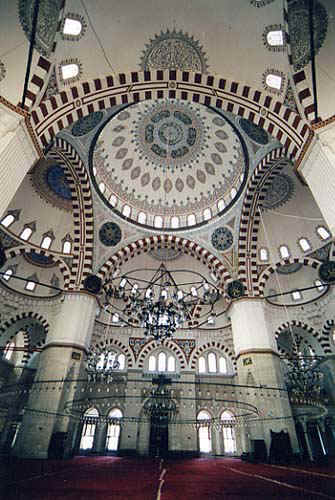
Mesquita Ṣehzade Mehmet

El seu primer encàrrec important com a arquitecte reial va ser la construcció d'un complex modest per a Hürrem Sultan (Roxelana), l'esposa del soldà Solimà el Magnífic. Havia de seguir els plànols dibuixats pels seus predecessors. Sinan va conservar la distribució de l'espai sense cap innovació. No obstant això, ja estava més ben construït que la mesquita d'Alep i mostra una certa elegància. Des de llavors, però, ha sofert diverses restauracions.
El 1541, va començar la construcció del mausoleu (türbe) del Gran Almirall Khair ed-Din Barba-rossa. Es troba a la costa de Beşiktaş a la banda europea d'Istanbul, al lloc on solia agrupar-se la seva flota. Curiosament, l'almirall no hi és enterrat, sinó a la seva türbe del costat de la mesquita Iskele. Des de llavors, aquest mausoleu ha estat força abandonat.
Mihrimah Sultana, l'única filla de Solimà i esposa del Gran Visir Rüstem Pasha va encarregar a Sinan la construcció d'una mesquita amb madrassa (escola), imaret (menjador de caritat) i una sibyan mekteb (escola Corànica) a Üsküdar. L'imaret ja no existeix. Aquesta mesquita ja mostra algunes de les característiques principals de l'estil de Sinan: un soterrani ample, amb una volta alta, minarets esvelts, baldaquí amb una sola cúpula, flanquejat per tres semicúpules que acaben en tres exedres i un pòrtic doble molt ample. La construcció va acabar-se el 1548. No era el primer doble pòrtic que es feia en l'arquitectura otomana, però va crear una tendència per mesquites rurals i sobretot mesquites de visirs.
Quan el soldà Solimà el Magnífic va tornar d'una altra campanya als Balcans va rebre la notícia que el seu hereu al tron Ṣehzade Mehmet havia mort als vint-i-dos anys. El novembre de 1543, poc després que Sinan havia començat la construcció de la mesquita Iskele, el soldà va ordenar a Sinan que construís una nova gran mesquita amb un complex adjunt en record del seu fill favorit. Aquesta Mesquita Sehzade seria més gran i més ambiciosa que les anteriors. Els historiadors de l'arquitectura consideren que aquesta mesquita va ser la seva primera obra mestra. Obsessionat pel concepte d'una gran cúpula central, Sinan va pensar en els plànols de mesquites com la de Fatih Pasha a Diyarbakır o la de Piri Pasha a Hasköy. Probablement les havia visitades totes dues durant la campanya de Pèrsia. Sinan va construir una mesquita amb una cúpula central, aquest cop amb quatre semicúpules iguals. Aquesta superestructura està suportada per quatre pilastres estriades molt grans però elegants, octagonals, i quatre pilastres incorporades a cada paret lateral. A les cantonades, per damunt del nivell de la teulada, quatre torretes serveixen per estabilitzar. Aquest concepte coherent ja és molt diferent dels plans additius de l'arquitectura otomana tradicional. Sedefkar Mehmet Ağa copiaria més endavant el concepte de pilastres estriades a la mesquita del Soldà Ahmed per fer-les semblar més lleugeres. Sinan, però, va rebutjar aquesta solució per les seves mesquites posteriors.

### El període des de mitjans dels 1550 a 1570: etapa de qualificació
Cap a 1550, el soldà Solimà el Magnífic estava a l'apogeu del seu poder. Després de construir una mesquita per al seu fill, va creure que era el moment de construir la seva pròpia mesquita imperial, un monument per la posteritat que fos més gran que totes les altres, en una carena suau que dominava el Corn d'Or. Els diners no eren cap problema, perquè havia acumulat un tresor gràcies als saquejos durant les seves campanyes a Europa i l'Orient Mitjà. Va donar ordres al seu arquitecte reial Sinan de construir una mesquita, la Süleymaniye, rodejada per una külliye (complex) que consistís de quatre col·legis, un menjador de caritat, un hospital, un asil, uns banys, una posada per caravanes, i un alberg per viatgers (tabhane). Sinan, que ara dirigia un departament imponent amb un gran nombre d'ajudants, va enllestir aquesta enorme tasca en set anys. Abans de la Süleymaniye, no s'havia construït cap mesquita amb teulades semicúbiques. Va treure la idea per al disseny de la teulada semicúbica de Santa Sofia. Gràcies a aquesta obra, Sinan va destacar per sempre més per damunt de l'anonimat dels seus predecessors. Sinan devia conèixer les idees de l'arquitecte renaixentista Leone Battista Alberti (que havia estudiat De architectura de l'arquitecte i enginyer romà Vitruvi), perquè ell també cercava la construcció de l'església ideal, que reflectís harmonia per la perfecció de la geometria dins l'arquitectura. Però, al contrari dels seus equivalents occidentals, Sinan estava més interessat en la simplificació que en l'enriquiment. Va intentar d'obtenir el volum màxim sota una sola cúpula central. La cúpula està basada en el cercle, la figura geomètrica perfecta que, representa, d'una manera abstracta, un Déu perfecte. Sinan va utilitzar relacions geomètriques subtils, fent servir múltiples de dos en calcular les raons i proporcions dels seus edificis. No obstant això, en ena etapa posterior, també va fer servir divisions de tres o raons de dos a tres a les amplades i proporcions de les cúpules, com a la mesquita Sokullu Mehmet Pasha de Kadirga.
Mentre estava concentrat en la construcció de la mesquita de Solimà, Sinan (o més aviat els seus subordinats, sota la seva supervisió) va dibuixar els plànols i va donar instruccions concretes per molts altres edificis. Però és força improbable que supervisés la construcció de cap dels encàrrecs provincials.
Sinan va construir el 1551 una mesquita i un monument funerari (türbe) per al Gran Visir Ibrahim Pasha a Silivrikapı (Istanbul).
El següent Gran Visir Rüstem Pasha va fer més encàrrecs a Sinan. El 1550, Sinan va construir un gran hostal (han) al districte Galata d'Istanbul; uns deu anys més tard va fer un altre han a Edirne, i entre 1544 i 1561 el Taṣ Han a Erzerum. Va dissenyar una posada per a caravanes a Eregli i una madrassa octogonal a Istanbul.
Entre 1553 i 1555, Sinan va construir la mesquita de Sinan Pasha a Beşiktaş (Istanbul), per al Gran Almirall Sinan Pasha, que és una versió en petit de la mesquita Üç Şerefeli d'Edirne. Això també demostra que havia estudiat a fons la feina d'altres arquitectes, ja que era responsable del manteniment d'aquests edificis. Va copiar la forma antiga, va reflexionar sobre les seves debilitats de construcció i va intentar de resoldre-les amb la seva pròpia solució. El 1554 Sinan va tornar a fer servir la forma de la mesquita de Sinan Pasha per la construcció de la mesquita del següent Gran Visir Kara Ahmed Pasha a Istanbul, la seva primera mesquita hexagonal. Aplicant aquesta forma hexagonal, Sinan podia reduir les cúpules laterals a semicúpules, i posar-les a les cantonades a un angle de 45 graus. Clarament, a Sinan li devia agradar aquesta forma, perquè la va repetir més endavant en mesquites com la de Sokollu Mehmed Pasha de Kadırga i la Mesquita Atık Valide d'Űskűdar.
El 1556, Sinan va construir els banys Haseki Hüsrrem, reemplaçant els antics Banys de Zeuxippus, que encara es trobaven al costat de Santa Sofia. Van ser uns dels banys més bonics que va construir.
El 1559 va construir la madrassa Cafer Ağa sota el pati davanter de Santa Sofia. El mateix any va començar la construcció d'una mesquita petita per İskender Pasha a Kanlıka, al costat del Bòsfor. Va ser un dels encàrrecs menors i rutinaris que va rebre l'oficina de Sinan al llarg dels anys.
El 1561, a la mort de Rüstem Pasha, Sinan va començar la construcció de la mesquita de Rüstem Pasha, com a memorial supervisat per la seva vídua Mihrimah Sultana. Està situada a sota mateix de la Süleymaniye. Aquest cop la forma central és octogonal, seguint el model de l'església del monestir de Sant Sergi i Sant Bacus, amb dues semicúpules petites a les cantonades. El mateix any, Sinan va construir un monument funerari (türbe) per Rüstem Pasha al jardí de la mesquita Şehzade, decorat amb les millors rajoles d'İznik. Mihrimah Sultana, que havia doblat la seva riquesa després de la mort del seu marit, ara volia una mesquita per ella. Sinan li va construir la Mihrimah Camii a Edirnekapı (porta d'Edirne), al puig més alt dels set d'Istanbul. Va aixecar la mesquita sobre una plataforma voltada, remarcant la seva ubicació a dalt d'un puig. Es va construir entre 1562 i 1565. Sinan, que volia donar-li grandesa, va fer-hi un dels seus dissenys més imaginatius, fent servir sistemes de suport nous i espais laterals per augmentar l'àrea disponible per finestres. Va construir una cúpula central de 37 metres d'alçada i 20 d'amplada, suportada per petxines, sobre una base quadrada amb dues galeries laterals, cadascuna amb tres cúpules. A cada cantonada d'aquest quadrat hi ha una pilastra gegant, connectada amb arcs immensos cadascun dels quals té 15 grans finestres i quatre de circulars, que omplen de llum l'interior. L'estil d'aquest edifici revolucionari era el més proper al gòtic que permet l'estructura otomana.
Entre 1560 i 1566 Sinan va construir una mesquita a Istanbul per Zal Mahmut Pasha en una carena d'un puig més enllà d'Ayvansaray. És segur que Sinan va fer-ne els plans i va supervisar en part la construcció, però va deixar la construcció de les àrees menors en mans d'ajudants poc competents, perquè Sinan i els seus millors ajudants estaven a punt de començar la seva obra mestra, la mesquita Selimiye d'Edirne. A l'exterior, la mesquita s'eleva molt amunt, amb les quatre files de finestres a la paret oriental. Això li dona a la mesquita un aspecte com de palau o fins i tot de bloc d'apartaments. A dins, hi ha tres galeries amples, que fan que l'interior sembli més petit. La pesantor de l'estructura fa que la cúpula sembli més alta. Aquestes galeries semblen com una prova preliminar de les galeries de la mesquita Selimiye.

### El període des de 1570 fins a la mort: etapa mestra
A l'última etapa de la seva vida, Sinan va provar de crear interiors unificats i exquisidament elegants. Per aconseguir-ho, va eliminar tots els espais auxiliars innecessaris a partir de les pilastres de suport de la cúpula central. Això es pot veure a la mesquita del Sokollu Mehmet Paşa a Istanbul (1571-1572) i a la mesquita Selimiye d'Edirne. En altres edificis del seu període final, Sinan va experimentar amb tractaments espacials i murals que eren nous per l'arquitectura otomana clàssica.

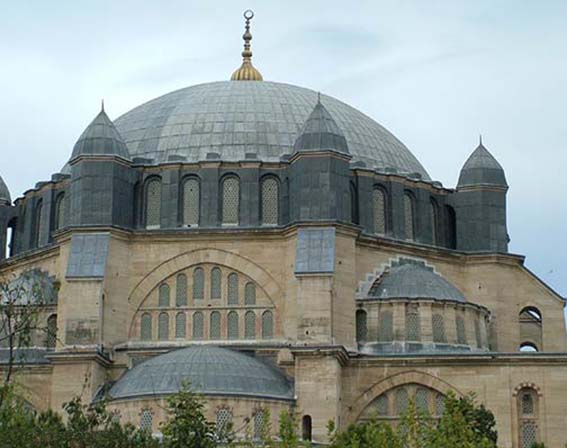
Mesquita Selimiye, construïda per Sinan el 1575. Edirne, Turquia.

El 1570 Selim II li va encarregar la renovació de la mesquita Al-Màsjid al-Haram, i la renovació va consistir en la substitució de la coberta plana per cúpules decorades amb cal·ligrafia en la cara interior, i la col·locació de noves columnes de suport que es reconeixen com les primeres característiques arquitectòniques de l'actual mesquita, les parts més antigues que encara es conserven de l'edifici.
Ell mateix, com diu a la seva autobiografia “Tezkiretü’l Bünyan”, considerava que la seva obra mestra era la mesquita Selimiye d'Edirne. Alliberant-se de les limitacions de l'arquitectura otomana tradicional, aquesta mesquita marca l'apogeu de l'obra de Sinan i de tota l'arquitectura otomana clàssica. Mentre es construïa, tenia al cap la dita dels arquitectes de "No es pot fer una cúpula més gran que la de Santa Sofia i encara menys els musulmans", que va ser la seva motivació principal. Quan es va completar, Sinan va reivindicar que tenia la cúpula més gran del món, deixant enrere Santa Sofia. De fet, l'alçada de la cúpula des del nivell del terra era més baixa, i el diàmetre era amb prou feines més gran (mig metre) que Santa Sofia, que s'havia fet mil anys abans. No obstant això, mesurat des de la seva base, la cúpula de Selimiye és més alta. Sinan tenia més de 80 anys quan l'edifici es va acabar. En aquesta mesquita va aconseguir finalment el seu objectiu de crear l'interior sota cúpula òptim completament unificat: un triomf de l'espai que domina l'interior. Aquest cop va fer servir una cúpula central octogonal (31,28 m d'amplada i 42 d'alçada), que s'aguanta per vuit pilastres elefantines de marbre i granit. Aquests suports no tenen capitells però tenen trompes o consoles al capdamunt, que fan l'efecte òptic que els arcs sembla que creixin íntegrament de les pilastres. Col·locant les galeries laterals lluny, va aconseguir augmentar l'efecte tridimensional. La multitud de finestres a les parets omplen l'interior de llum. Les semicúpules que fan de contrafort estan col·locades als quatre vèrtexs del quadrat de sota la cúpula. El pes i les tensions internes queden amagats, produint un efecte airejat i elegant que poques vegades es veu sota una cúpula central. Els quatre minarets (de 83 metres) de les cantonades de la sala de pregàries són els més alts del món musulmà, accentuant la forma vertical d'aquesta mesquita que ja domina la ciutat.
També va dissenyar la mesquita i l'hostal per a caravanes de la takiyya Sulaymaniyya de Damasc, que encara es considera un dels monuments més notables de la ciutat, així com la mesquita Banya Bashi de Sofia, Bulgària, que avui en dia és l'única mesquita en servei de la ciutat.
També va fer el Pont de Mehmed Paša Sokolović, a Višegrad, que travessa el riu Drina a l'est de Bòsnia i Hercegovina, que ara és Patrimoni de la Humanitat segons la UNESCO des del 2007.

### Conclusió
A l'inici de la seva carrera com a arquitecte, Sinan es va trobar una arquitectura tradicional establerta. La seva formació com a enginyer militar el va portar a encarar l'arquitectura des d'un punt de vista empíric, més que d'un de teòric. Va començar a experimentar amb el disseny i l'enginyeria d'estructures d'una sola cúpula i de múltiples. Va intentar d'obtenir una nova puresa geomètrica, una racionalitat i una integritat espacials a les seves estructures i dissenys de mesquites. Al llarg de tot això, va demostrar la seva creativitat i el seu desig de crear un espai clar i unificat. Va començar a desenvolupar una sèrie de variacions sobre les cúpules, envoltant-les de diferents formes amb semicúpules, pilastres, parets i diferents jocs de galeries. Els seus arcs i cúpules són corbats, però va evitar els elements curvilinis a la resta dels sus dissenys, transformant el cercle de la cúpula en un sistema rectangular, hexagonal o octagonal. Va intentar d'obtenir una harmonia racional entre la composició piramidal exterior de semicúpules, que culminen directament en una sola cúpula, i l'esai interior on aquesta cúpula central integra verticalment l'espai en un tot unificat. El seu geni rau en l'organització d'aquest espai i en la resolució de les tensions creades pel disseny. Va ser un innovador en l'ús de la decoració i els motius, combinant-los amb les formes arquitectòniques en un tot. Va accentuar el centre situat sota la cúpula central omplint-lo de llum gràcies a les moltes finestres. Va ajuntar les seves mesquites de forma eficient en complexes (külliye), al servei de les necessitats de la comunitat com a centre intel·lectual, comunitari, i per resoldre les necessitats socials i els problemes de salut dels fidels.
Quan Sinan va morir, l'arquitectura otomana clàssica havia arribat al seu apogeu. Cap dels seus successors tenia prou talent per millorar el disseny de la mesquita Selimiye i desenvolupar-lo encara més. Els seus alumnes es van retirar cap a models més antics, com la mesquita Şehzade. La innovació es va anar apagant, i va començar el declivi.

## Mort
Va morir el 1588 i està enterrat en una tomba, una türbe dissenyada per ell mateix, al cementeri situat al costat mateix dels murs de la mesquita Süleymaniye cap al nord, a l'altra banda d'un carrer anomenat Mimar Sinan Caddesi en honor seu. Va ser enterrat a prop de les tombes dels seus principals mecenes, el soldà Solimà i la seva esposa Haseki Hürrem.
Porten el seu nom: 
- un cràter del planeta Mercuri.
- una universitat estatal turca, la Universitat de Belles Arts Mimar Sinan, a Istanbul.

El retrat del Sinan apareix al revers dels bitllets de 10.000 lires turques de 1982-1995.

## Construccions
Durant els seus cinquanta anys en el càrrec d'arquitecte imperial, es diu que Sinan va construir o supervisar 476 edificis, dels quals en sobreviuen encara 196), segons la llista oficial de les seves obres, la Tazkirat-al-Abniya. No és possible que els dissenyés tots personalment, sinó que es refiava dels seus col·laboradors. S'atribuïa el mèrit i la responsabilitat de la seva feina, ja que, com a genísser, i, per tant, esclau del soldà, la seva responsabilitat primària era envers el soldà. En el seu temps lliure, també va dissenyar edificis per als funcionaris més importants. Va delegar als seus ajudants la construcció d'edificis menys importants a les províncies.
- 94 mesquites grans (camii),
- 57 col·legis,

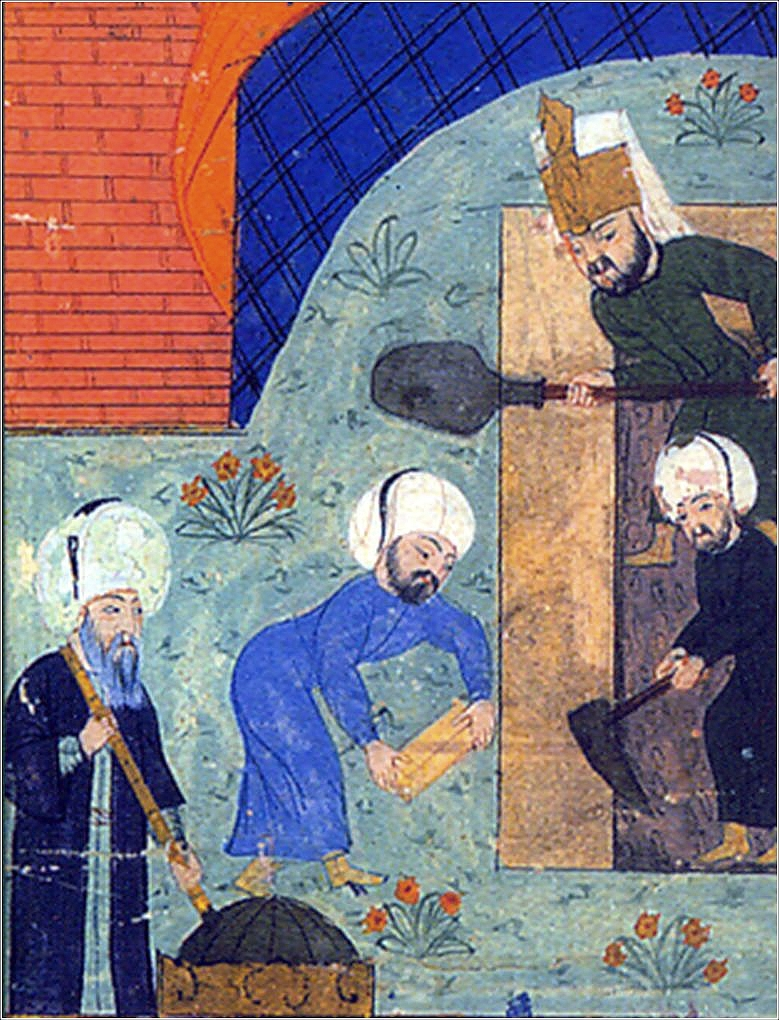
Possiblement Mimar Sinan (esquerra) a la tomba del Soldà Solimà I. 1566

- 52 mesquites més petites (mescit),
- 48 banys (hamam).
- 35 palaus (saray),
- 22 mausoleus (türbe),
- 20 posades per caravanes (kervansaray; han),
- 17 cuines públiques (imaret),
- 8 ponts,
- 8 magatzerms o graners
- 7 escoles coràniques (madrassa),
- 6 aqüeductes,
- 3 hospitals (darüşşifa)

Algunes de les seves obres:

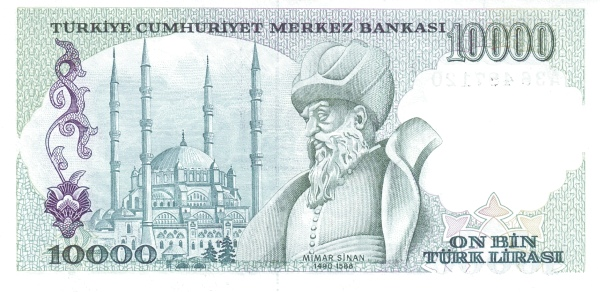
Mimar Sinan a l'antic bitllet de 10.000 lires turques

- Mesquita Azapkapi Sokullu a Istanbul
- Caferağa Medresseh
- Mesquita Selimiye a Edirne
- Complex de la Süleymaniye
- Complex Kılıç Ali Pasha
- Mesquita de Molla Çelebi
- Banys Haseki
- Mesquita Piyale Pasha
- Mesquita Şehzade
- Mesquita de Mihrimah a Edirnekapı
- Pont de Mehmed Paša Sokolović a Višegrad
- Mesquita de Nisanci Mehmed Pasha
- Mesquita de Rüstem Pasha
- Mesquita de Zal Mahmud Pasha
- Mesquita de Kadirga Sokullu
- Mesquita Koursoum o Mesquita d'Osman Shah, a Trikala
- At-Takiyya As-Sulaymaniyya, a Damasc
- Yavuz Sultan Selim Madras
- Pont de Mimar Sinan a Büyükçekmece
- Església de l'Assumpció a Uzundzhovo
- Mesquita Tekkiye
- Mesquita Khusruwi